# Salto con gli sci agli VIII Giochi olimpici invernali
Nel salto con gli sci agli VIII Giochi olimpici invernali fu disputata una sola gara, il 28 febbraio, riservata agli atleti di sesso maschile. Le medaglie assegnate furono ritenute valide anche ai fini dei Campionati mondiali di sci nordico 1960.

## Risultati
Sul trampolino di Papoose Peak gareggiarono 45 atleti di 15 diverse nazionalità, che effettuarono due salti con valutazione della distanza e dello stile. Al termine del primo salto la classifica era guidata dal tedesco Helmut Recknagel davanti al finlandese Niilo Halonen e al sovietico Nikolaj Kamenskij; ottavo si piazzò l'austriaco Otto Leodolter. Nel secondo salto Recknagel  ottenne nuovamente il miglior punteggio e si assicurò l'oro; Halonen, terzò, confermò il secondo posto, mentre Kamenskij, settimo, retrocedette fino al quarto posto, scavalcato da Leodolter che, nel secondo salto, marcò il secondo punteggio. Primo atleta non originario di un Paese nordico a imporsi nella specialità, Recknagel fu il miglior interprete del nuovo stile sviluppato nella sua Germania orientale, detto Stile Superman poiché richiedeva che le braccia fossero tenute protese in avanti.
| Pos.    | Atleta                  | Nazione          | 1º salto | 1º salto  | 2º salto | 2º salto  | Totale |
| Pos.    | Atleta                  | Nazione          | Distanza | Punteggio | Distanza | Punteggio | Totale |
| ------- | ----------------------- | ---------------- | -------- | --------- | -------- | --------- | ------ |
| Oro     | Helmut Recknagel        | Germania         | 93,5     | 113,6     | 84,5     | 113,6     | 227,2  |
| Argento | Kalle Nillo Halonen     | Finlandia        | 92,5     | 111,3     | 83,5     | 111,3     | 222,6  |
| Bronzo  | Otto Leodolter          | Austria          | 88,5     | 107,6     | 83,5     | 111,8     | 219,4  |
| 4       | Nikolay Kamensky        | Unione Sovietica | 90,5     | 110,2     | 79,0     | 106,7     | 216,9  |
| 5       | Torbjørn Yggeseth       | Norvegia         | 88,5     | 106,6     | 82,5     | 109,5     | 216,1  |
| 6       | Max Bolkart             | Germania         | 87,5     | 104,3     | 81,0     | 108,3     | 212,6  |
| 7       | Ansten Samuelstuen      | Stati Uniti      | 90,0     | 107,8     | 79,0     | 103,7     | 211,5  |
| 8       | Juhani Kärkinen         | Finlandia        | 87,5     | 108,3     | 82,0     | 103,1     | 211,4  |
| 9       | K'oba Ts'akadze         | Unione Sovietica | 89,0     | 107,0     | 79,5     | 104,1     | 211,1  |
| 10      | Nikolay Shamov          | Unione Sovietica | 85,5     | 103,2     | 80,5     | 107,4     | 210,6  |
| 11      | Halvor Næs              | Norvegia         | 86,0     | 103,1     | 81,5     | 106,7     | 209,8  |
| 12      | Veit Kührt              | Germania         | 88,5     | 106,1     | 79,5     | 102,6     | 208,7  |
| 13      | Kåre Berg               | Norvegia         | 83,0     | 100,7     | 81,5     | 106,7     | 207,4  |
| 14      | Alwin Plank             | Austria          | 87,5     | 105,3     | 75,5     | 101,4     | 206,7  |
| 15      | Sadao Kikuchi           | Giappone         | 88,5     | 104,1     | 77,0     | 102,1     | 206,2  |
| 16      | Walter Steinegger       | Austria          | 87,5     | 103,3     | 79,5     | 102,6     | 205,9  |
| 17      | Eino Kirjonen           | Finlandia        | 85,5     | 104,2     | 79,5     | 101,6     | 205,8  |
| 18      | Rolf Strandberg         | Svezia           | 86,5     | 100,0     | 81,0     | 104,8     | 204,8  |
| 19      | Bengt Eriksson          | Svezia           | 83,5     | 99,6      | 78,0     | 102,4     | 202,0  |
| 20      | Andreas Däscher         | Svizzera         | 86,0     | 101,1     | 77,0     | 100,1     | 201,2  |
| 21      | Werner Lesser           | Germania         | 81,5     | 98,0      | 78,5     | 102,8     | 200,8  |
| 22      | Koichi Sato             | Giappone         | 82,0     | 98,4      | 78,0     | 101,9     | 200,3  |
| 23      | Ole Tom Nord            | Norvegia         | 81,0     | 94,6      | 82,0     | 105,6     | 200,2  |
| 24      | Dino De Zordo           | Italia           | 85,5     | 99,7      | 77,0     | 99,1      | 198,8  |
| 25      | Yosuke Eto              | Giappone         | 85,5     | 102,2     | 72,5     | 95,5      | 197,7  |
| 26      | Claude Jean-Prost       | Francia          | 84,5     | 99,9      | 75,5     | 96,9      | 196,8  |
| 27      | Leonid Fyodorov         | Unione Sovietica | 83,0     | 97,2      | 73,0     | 95,9      | 193,1  |
| 28      | Jon St. Andre           | Stati Uniti      | 81,5     | 92,5      | 78,5     | 99,8      | 192,3  |
| 29      | Max Inge Lindqvist      | Svezia           | 79,5     | 90,4      | 79,0     | 99,7      | 190,1  |
| 30      | Takashi Matsui          | Giappone         | 78,5     | 92,6      | 75,0     | 97,0      | 189,6  |
| 31      | Władysław Tajner        | Polonia          | 78,5     | 87,6      | 79,5     | 100,6     | 188,2  |
| 32      | Robert Carl Wedin       | Stati Uniti      | 79,0     | 93,5      | 72,0     | 93,6      | 187,1  |
| 33      | Jacques Charland        | Canada           | 76,5     | 91,0      | 73,5     | 95,3      | 186,3  |
| 34      | Gerry Gravelle          | Canada           | 79,5     | 94,4      | 70,0     | 91,0      | 185,4  |
| 34      | Willi Egger             | Austria          | 78,5     | 88,1      | 76,0     | 97,3      | 185,4  |
| 36      | Nilo Zandanel           | Italia           | 84,0     | 95,0      | 71,0     | 89,8      | 184,8  |
| 37      | Enzo Perin              | Italia           | 75,0     | 84,8      | 76,0     | 96,8      | 181,6  |
| 38      | Robert Rey              | Francia          | 78,0     | 87,7      | 72,0     | 91,6      | 179,3  |
| 39      | Luigi Pennacchio        | Italia           | 70,5     | 78,7      | 72,5     | 92,5      | 171,2  |
| 40      | Veikko Kankkonen        | Finlandia        | 86,5     | 72,0      | 75,0     | 96,0      | 168,0  |
| 41      | Tamás Sudár             | Ungheria         | 73,5     | 84,1      | 64,0     | 81,7      | 165,8  |
| 42      | Eugene Kotlarek         | Stati Uniti      | 84,0     | 96,5      | 77,0     | 68,6      | 165,1  |
| 43      | Skarphéðinn Guðmundsson | Islanda          | 64,0     | 73,0      | 64,0     | 82,7      | 155,7  |
| 44      | Alois Moser             | Canada           | 62,0     | 71,4      | 64,0     | 79,7      | 151,1  |
| 45      | Kjell Sjöberg           | Svezia           | 78,5     | 94,1      | 46,0     | 33,8      | 127,9  |

## Medagliere
| Posizione | Paese     |   |   |   | Totale |
| --------- | --------- | - | - | - | ------ |
| 1         | Germania  | 1 | 0 | 0 | 1      |
| 2         | Finlandia | 0 | 1 | 0 | 1      |
| 3         | Austria   | 0 | 0 | 1 | 1      |
| Totale    | Totale    | 1 | 1 | 1 | 3      |